# Holyvafélék
A holyvafélék (Staphylinidae) a rovarok (Insecta) osztályában a bogarak (Coleoptera) rendjéhez, ezen belül a mindenevő bogarak (Polyphaga) alrendjébe tartozó család több mint 63 ezer leírt fajjal (becslések szerint a trópusi fajok háromnegyede még ismeretlen). A bogarak második legfajgazdagabb családja (az ormányosbogár-félék előzik csak meg).

## Származásuk, elterjedésük
Az egész Földön megtalálni őket; főleg a szárazföldi élőhelyeken. Közép-Európában mintegy 2000–3000 fajuk élhet; a magas hegységekben, a fenyvesekben és a hóhatáron élő alpesi fajok még nagyrészt ismeretlenek.
- Magyarországról eddig 1186 fajukat mutatták ki, a fajok tényleges száma akár az 1300-at is megközelítheti.
- Romániából eddig 21 alcsaládjuk 259 nemének 1240 faját jelezték.

## Megjelenésük, felépítésük
A fajok többsége meglehetősen kicsi: hosszuk 1 és 40 mm közötti; többségüké 7 mm-nél kevesebb. Közép-Európa legnagyobb faja a Magyarországon is élő bűzös holyva (Ocypus olens), amely eléri a 30 mm-t.
Legjellemzőbb tulajdonságuk, hogy a szárnyfedőik – kevés kivétellel – megrövidültek, olyannyira hogy a potroh nagy részét fedetlenül hagyják. A potroh ennélfogva igen mozgékony, és mivel gyűrűi szabadon ízesülnek, minden irányban forgatható, sőt, előre is hajlítható. Testük többnyire erősen megnyúlt; oldalaik többé-kevésbé párhuzamosak.
Némely nagyobb faj potrohának végén védőberendezkedés alakult ki: a nyolcadik hátlemez alól kilépő két fehér csápból kellemetlen szagú váladékot fröcskölhetnek ki.
A csápízek száma többnyire 11. Csápjuk füzéres vagy fonalas, utolsó 2-3 vagy 5-6 ízük bunkót alkothat. 
A lábfejízek száma alapesetben 5, de ez sok esetben redukálódik (akár 2, 3 is lehet). A heteromer lábfejképlet (a lábfejízek száma nem azonos a különböző végtagpárokon) elég ritka. A lábfejízek száma fontos határozóbélyeg, többször alcsaládokra, nemzetségekre jellemző.
A holyvák lárváinak teste  megnyúlt, végtagjaik végén egy-egy jól fejlett karom nő. Kilencedik potrohgyűrűjükön egy pár kéttagú farfüggeléket találunk.

## Életmódjuk, élőhelyük
A tengerpartoktól a magas hegységek alpesi régiójáig a nyílt vizek kivételével szinte bármilyen élőhelyen megtalálhatóak, de legtöbbjük a nedvesebb, sok szerves anyagot tartalmazó erdőtalajokon és vizek közelében él. Sok faj él a deltatorkolatokban és sok a művelt területeken.
Sajátos holyvafaunája alakult ki egyes madarak, illetve kisemlősök fészkeinek más fajok hangyabolyokban, megint mások termeszvárakban élnek. Sok ragadozó faj (főleg az esti órákban) a növényeken keresi zsákmányállatait. Egyes Quedius és Homalota fajok behatolnak a szúfélék járataiba, és felfalják a lárvákat. A legtöbb fajuk ragadozó, de akadnak gomba-, illetve növényevők is. Egyes fajok légybábokon élősködnek; a biológiai növényvédelem hatékony eszközei. Viszonylag sok faj trágyában, dögön, taplókban és gombákban él, mások (különösen az Anthophagus fajok) mézet és virágport nyalakodnak. Nagyon sok faj táplálékát még nem ismerjük; főleg a lárvákét.
Ősi formáik feltehetőleg korhadéklakók voltak; ez ma az
- vértesholyvaformák,
- lapholyvaformák és
- Proteininae

alcsaládokra jellemző; ezekben egyúttal fakultatív gombafogyasztás is megfigyelhető.
A szaprofág táplálkozásból kifejlődött ragadozó életmód jellemzi a leggyakoribb és a legnagyobb alcsaládokat:
- fürgeholyvaformák,
- Omaliinae,
- korhóholyvaformák és
- fürkészholyvaformák (Aleocharinae) többsége,
- tapogatósholyva-formák,
- partiholyvaformák,
- Pselaphinae,
- igaziholyvaformák és
- szemesholyvaformák.

Általában polifág ragadozók, de egyes fajok specializálódtak: így például:
- az Oligota (Aleocharinae) nem fajai atkákat esznek;
- ez Erichsonius (Igaziholyvaformák) fajok a talajban élő fonálférgekkel táplálkoznak;
- az Gauropterus (=Eulissius) (Igaziholyvaformák) fajok a vízparti növényeken pihenő szúnyoglárvákat eszik;
- az Aleochara (Aleocharinae) fajok légybábokon élősködnek.

A ragadozó fajok aktívan vadászva vagy lesből kapják el áldozataikat. A Stenus fajok szájszerve  kiölthető: azt a hemolimfa nyomását változtatva tolják ki vagy húzzák be.
Egyes, külső emésztésű a fajok rágóikkal megragadják a zsákmányt, emésztőnedvet fecskendeznek annak testébe, és a részben feloldott, félig emésztett táplálékot szívják fel. Jellemzően ilyenek az
- tapogatósholyva-formák,
- gombaholyvaformák,
- partiholyvaformák,
- szemesholyvaformák és
- igaziholyvaformák alcsaládok fajai.

Sok faj potrohmirigye kiölthető, és abból vészhelyzetben a ragadozót elriasztó váladékot bocsáthat ki. Egyes Stenus fajok olajos váladéka (stenusin) a vízre bocsátva megakadályozza, hogy táplálékkeresés közben elsüllyedjenek.
A nagyobb fajok lárvái ragadozók. Bábozódáshoz többnyire kis üreget ásnak maguknak a földbe.

## Rendszertani felosztásuk
A holyvák rendszertanában nincs még teljes egyetértés, azt jelenleg is kutatják. Több mint 63 ezer fajukat (2015-ös adat) 31 alcsaládra, kb. 100 nemzetségre és mintegy 3200 nemre tagolják. Évente mintegy 400 új fajt írnak le; a feltételezések szerint a trópusi fajok ¾-e még felfedezetlen.
Időről időre napvilágot látnak olyan elképzelések, amelyek a családot több (4–10) önálló családra osztanák. Több, korábban önálló családot (Pselaphidae, Bordásholyvaformák (Micropeplidae), Sajkabogárformák (Scaphidiidae)) viszont az újabb rendszertanok alcsaládként sorolnak be. A lárvák felépítése, táplálkozásuk és más bélyegek alapján a családban négy fő származási vonalat különítenek el:
"Omaliinae-csoport":
Barázdásholyva-formák (Omaliinae) (MacLeay, 1825)
Sutaholyvaformák (Proteininae) (Erichson, 1839)
Bordásholyvaformák (Micropeplinae) (Leach, 1815)
Tapogatósbogár-formák (Pselaphinae) (Latreille, 1802)
Szőröscsápúholyva-formák (Dasycerinae) (Reitter, 1887)
Empelinae (Newton & Thayer, 1992)
Microsilphinae (Crowson, 1950)
Neophoninae (Fauvel, 1905)
Glypholomatinae (Jeannel, 1962)
Protopselaphinae (Newton & Thayer, 1995)
"Oxytelinae-csoport":
Apateticinae (Fauvel, 1895)
Sajkabogárformák (Scaphidiinae) (Latreille, 1807)
Trigonurinae (Reiche, 1865)
Lapholyvaformák (Piestinae) (Erichson, 1839)
Korhóholyvaformák (Oxytelinae) (Fleming, 1821)
Vértesholyvaformák (Osoriinae) (Erichson, 1839)
"Staphylininae-csoport":
Solieriinae (Newton & Thayer, 1992)
Igazi holyvaformák (Staphylininae) (Latreille, 1802)
Szemesholyvaformák (Steninae) (MacLeay, 1825)
Ormosholyvaformák (Pseudopsinae) (Ganglbauer, 1895)
Tapogatósholyva-formák (Euaesthetinae) (Thomson, 1859)
Leptotyphlinae (Fauvel, 1874)
Megalopsidiinae (Leng, 1920)
Partiholyvaformák (Paederinae) (Fleming, 1821)
Gombaholyvaformák (Oxyporinae) (Fleming, 1821)
"Tachyporinae-csoport":
Fürkészholyvaformák (Aleocharinae) (Fleming, 1821)
Fürgeholyvaformák (Tachyporinae) (MacLeay, 1825)
Pilláscsápúholyva-formák (Trichophyinae) (Thomson, 1859)
Sörtecsápúholyva-formák (Habrocerinae) (Mulsant & Rey, 1875)
Olisthaerinae (Thomson, 1859)
Penészevőholyva-formák (Phloeocharinae) (Erichson, 1839)
A Naomi által javasolt rendszerezés a holyvafélék családját 3 új családra bontaná szét, meghagyva a sajkabogárformák (Scaphidiinae) és gödörkésbogár-félék (Scydmaenidae) családjainak eddigi önállóságát:
Oxytelidae sensu novo:
Barázdásholyva-formák (Omaliinae) (MacLeay, 1825)
Sutaholyvaformák (Proteininae) (Erichson, 1839)
Bordásholyvaformák (Micropeplinae) (Leach, 1815)
Lapholyvaformák (Piestinae) (Erichson, 1839)
Korhóholyvaformák (Oxytelinae) (Fleming, 1821)
Vértesholyvaformák (Osoriinae) (Erichson, 1839)
Ormosholyvaformák (Pseudopsinae) (Ganglbauer, 1895)
Staphylinidae sensu novo:
Igazi holyvaformák (Staphylininae) (Latreille, 1802)
Partiholyvaformák (Paederinae) (Fleming, 1821)
Fürkészholyvaformák (Aleocharinae) (Fleming, 1821)
Fürgeholyvaformák (Tachyporinae) (MacLeay, 1825)
Pilláscsápúholyva-formák (Trichophyinae) (Thomson, 1859)
Sörtecsápúholyva-formák (Habrocerinae) (Mulsant & Rey, 1875)
Penészevőholyva-formák (Phloeocharinae) (Erichson, 1839)
Oxyporidae sensu novo:
Tapogatósbogár-formák (Pselaphinae) (Latreille, 1802)
Szemesholyvaformák (Steninae) (MacLeay, 1825)
Tapogatósholyva-formák (Euaesthetinae) (Thomson, 1859)
Leptotyphlinae (Fauvel, 1874)
Gombaholyvaformák (Oxyporinae) (Fleming, 1821)

## Ismertebb magyarországi fajok
- Közönséges partiholyva (Paederus riparius) (Linnaeus, 1758)
- Gömbnyakú partiholyva (Paederus littoralis) (Gravenhorst, 1802)
- Aranysujtásos holyva (Staphylinus caesareus) (Cederhjelm, 1798)
- Bűzös holyva (Ocypus olens) (O. F. Müller, 1764)
- Kis partiholyva (Paederus fuscipes) (Curtis, 1840)
- Dögészholyva (Creophilus maxillosus) (Linnaeus, 1758)
- Kispettyes szemesholyva (Stenus biguttatus) (Linnaeus, 1761)

## Képek

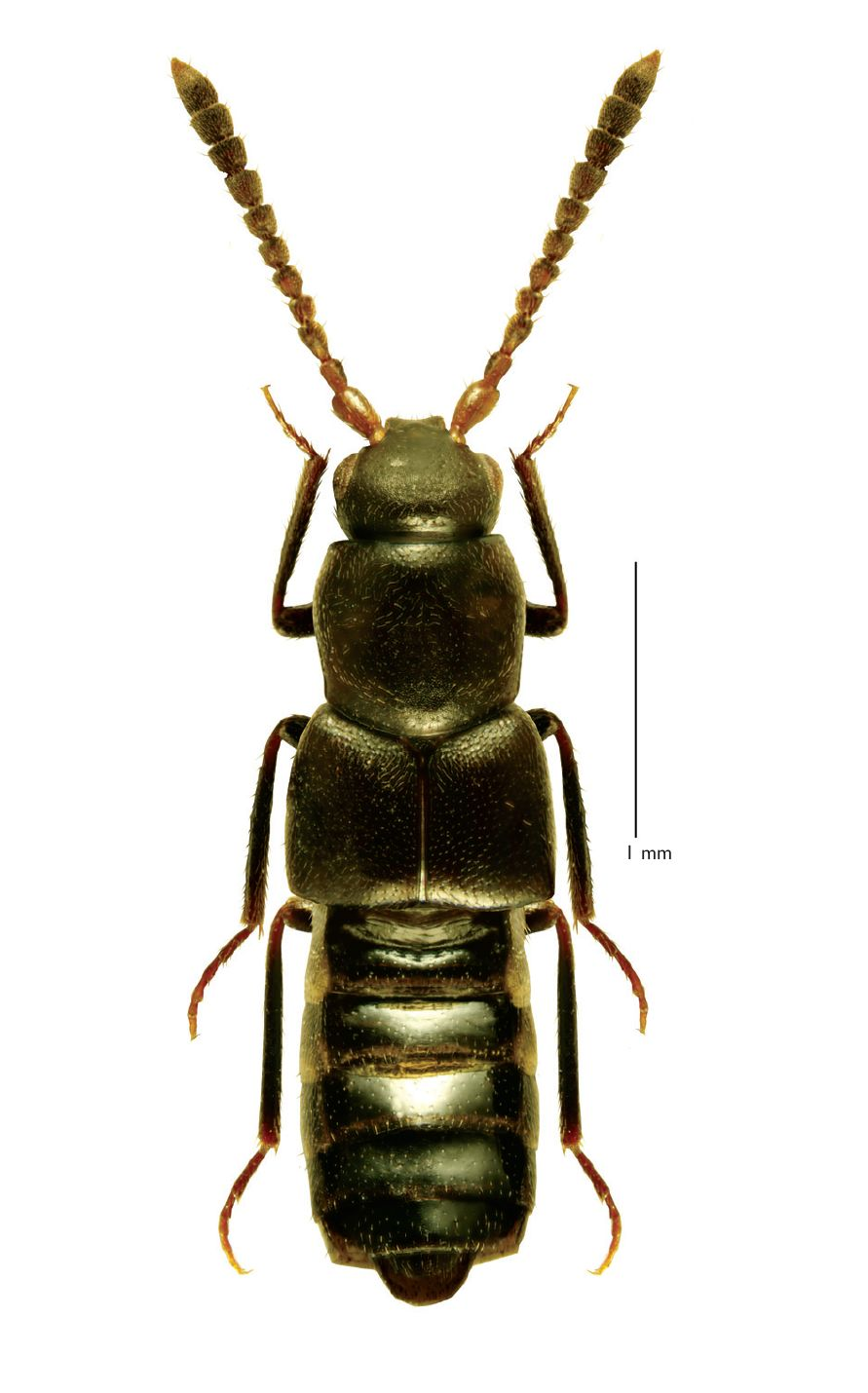
Pella glooscapi (Aleocharinae)
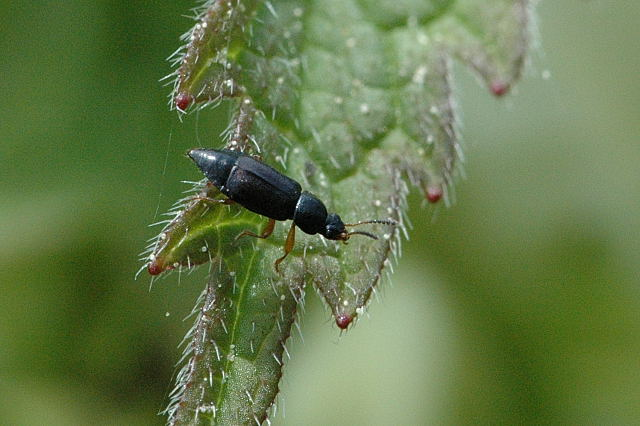
Eusphalerum luteum (Omaliinae)
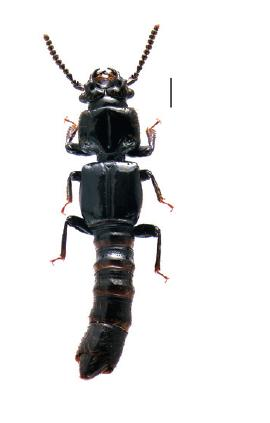
Plastus tuberculatus (Vértesholyvaformák)
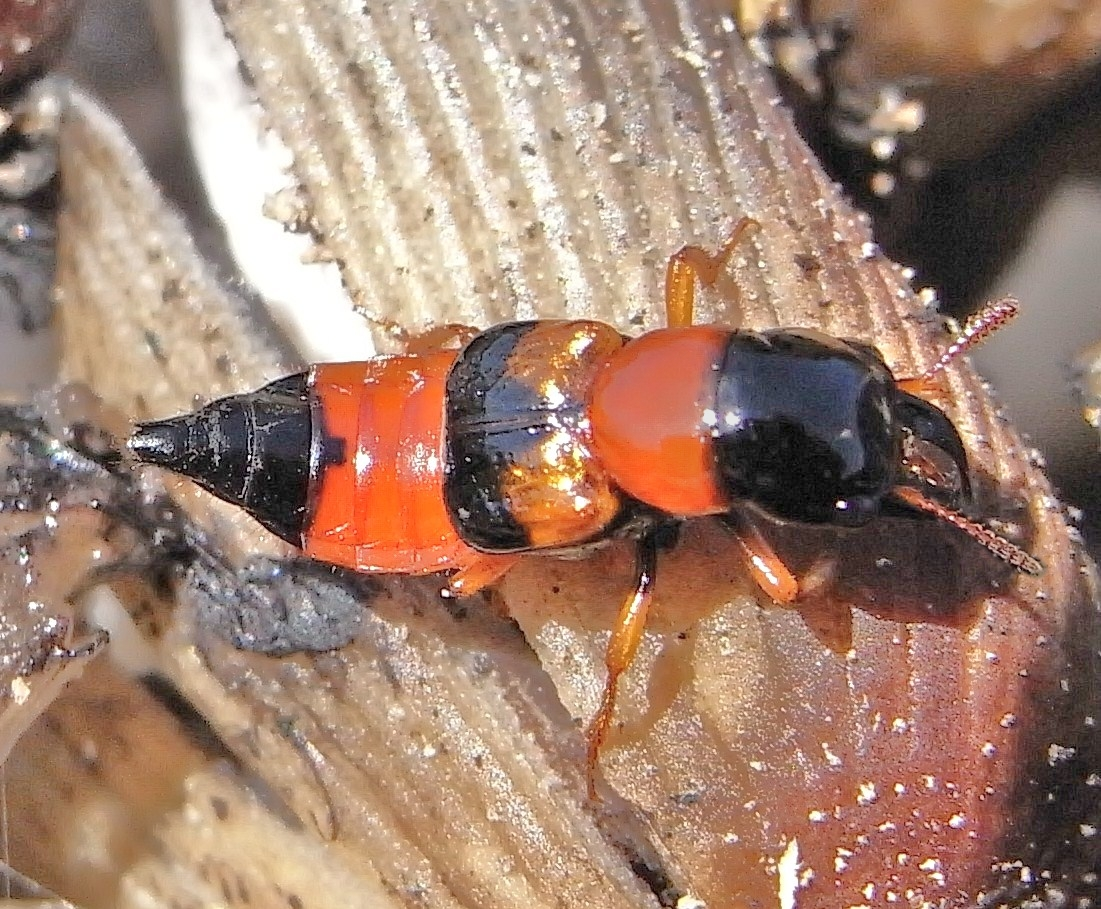
Feketevörös gombaholyva (Gombaholyvaformák)
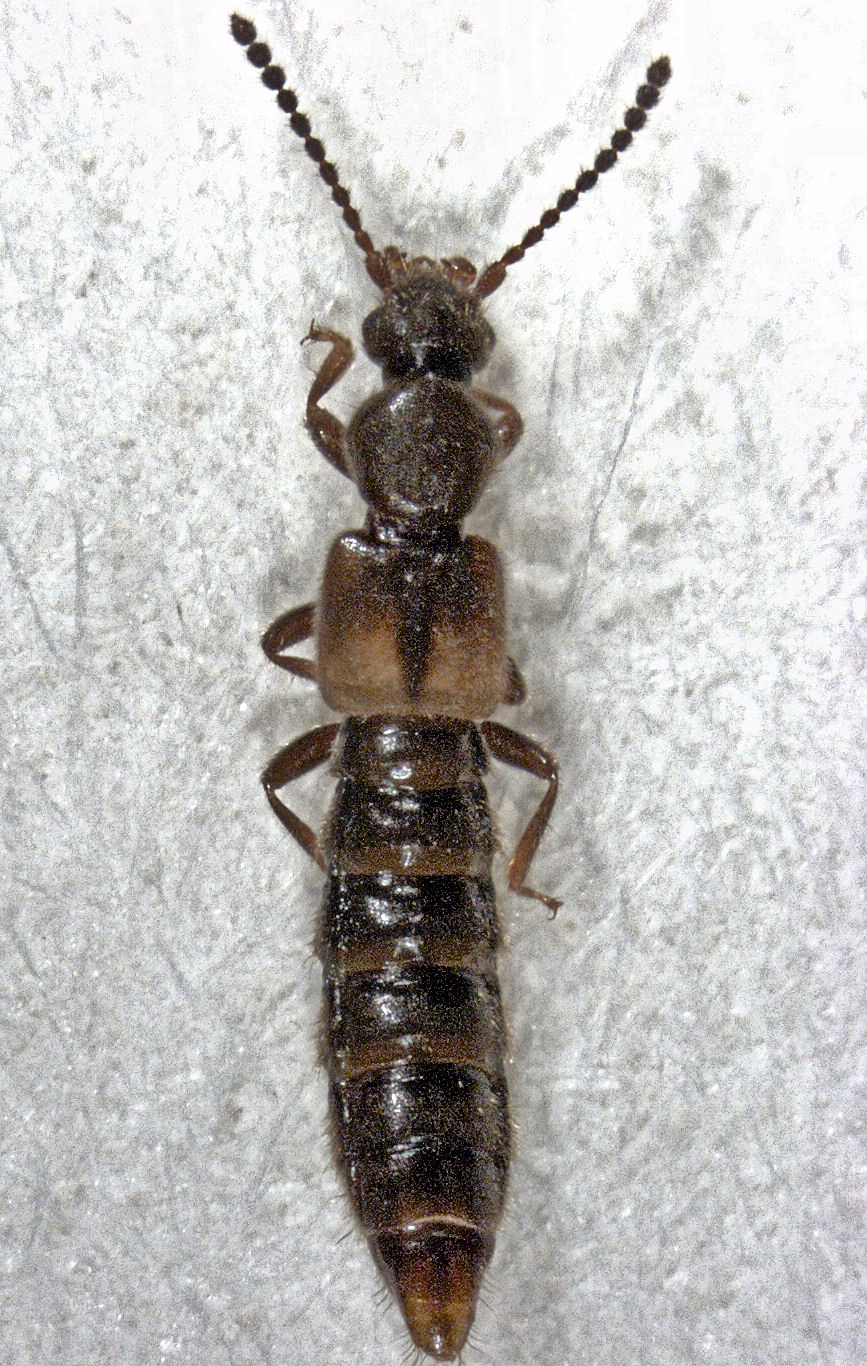
Teropalpus coloratus (Korhóholyvaformák)
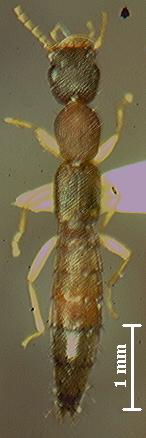
Astenus sp. (Partiholyvaformák)
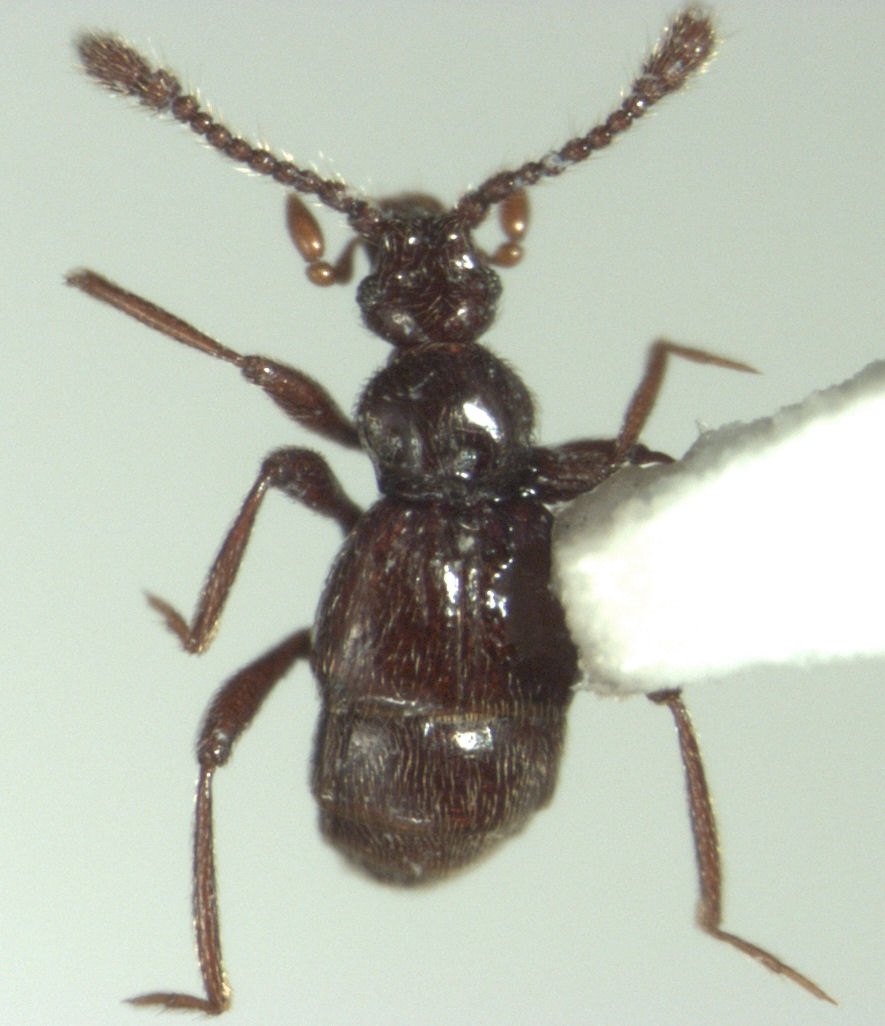
Startes foveata (Pselaphinae)
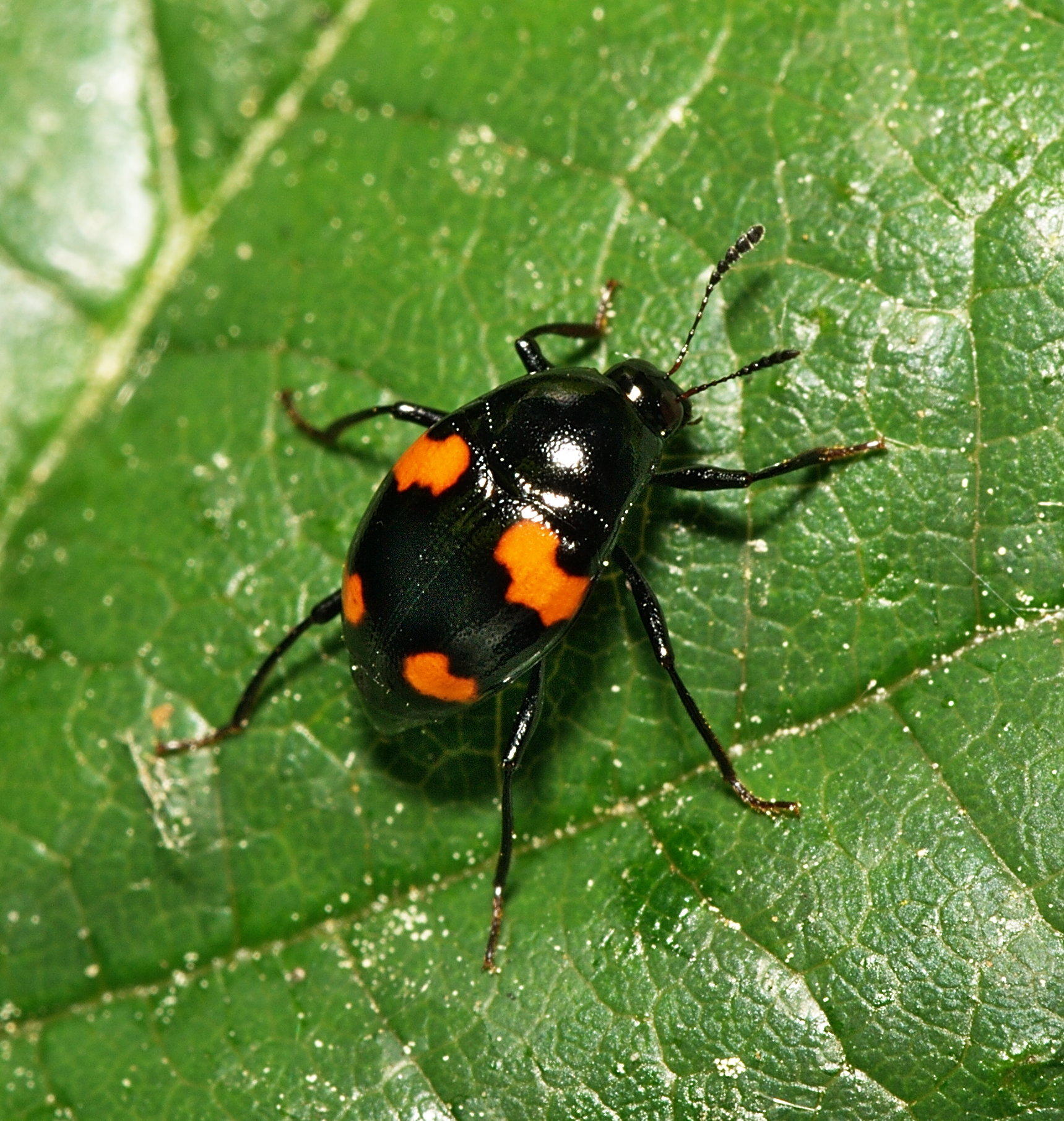
Négyfoltos sajkabogár (Sajkabogárformák)
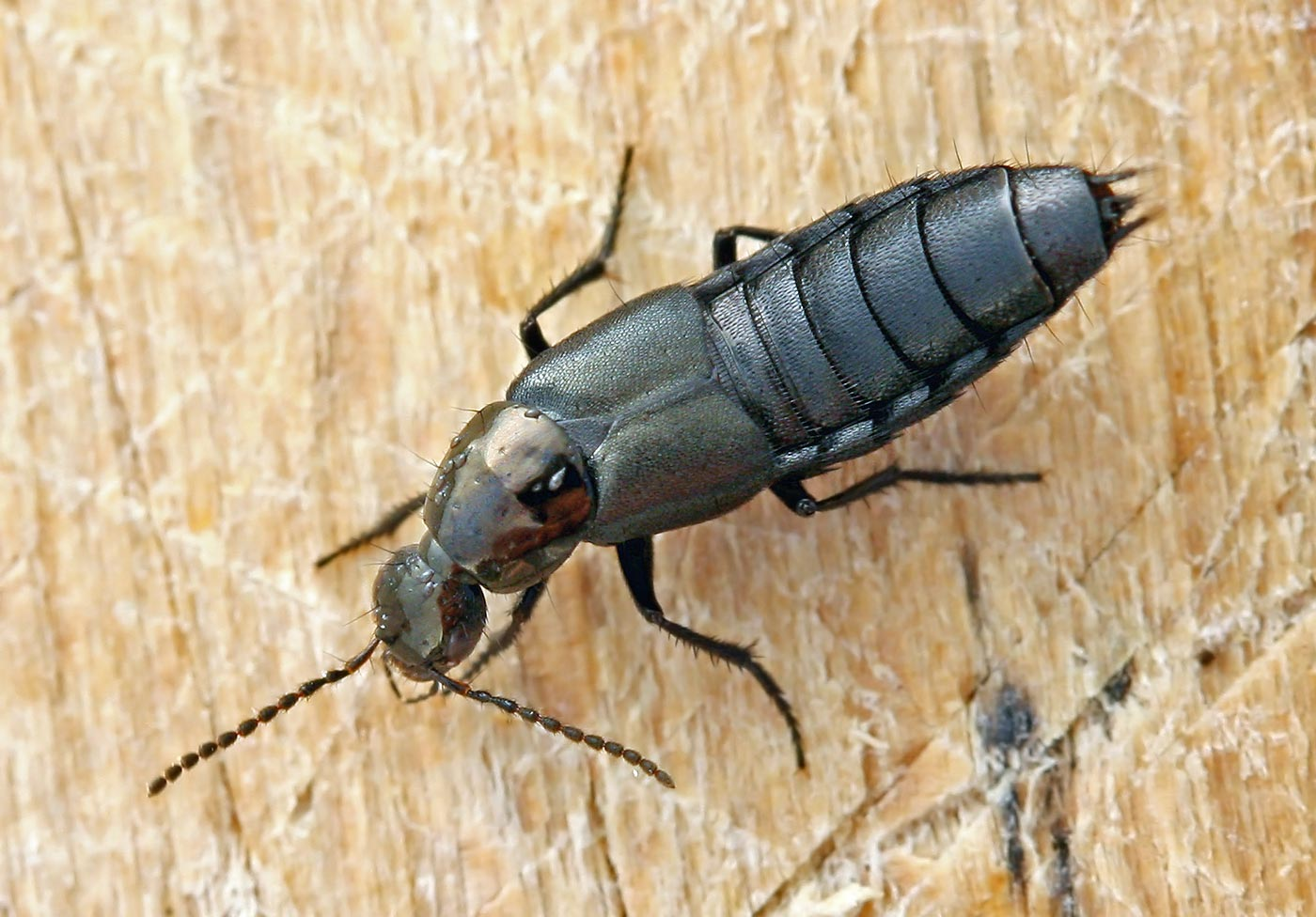
Érces ganajholyva (Igaziholyvaformák)
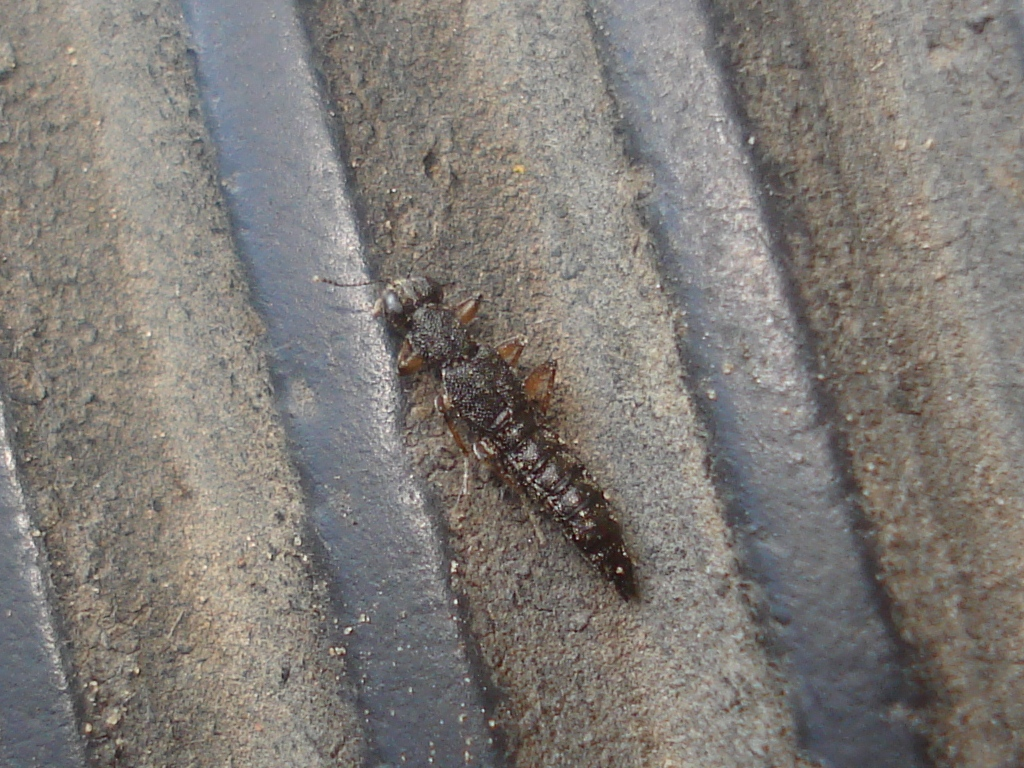
Stenus clavicornis (Szemesholyvaformák)
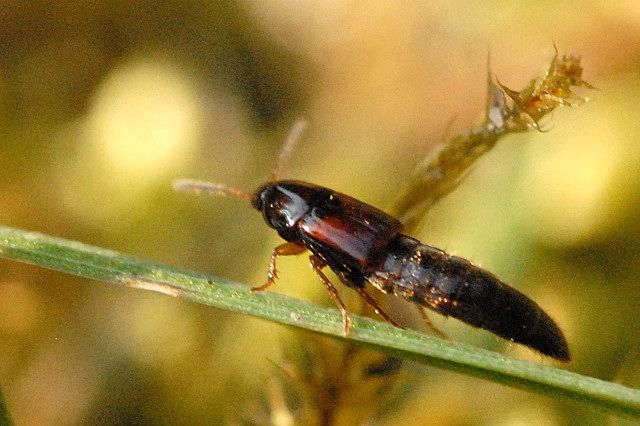
Mycetoporus longulus (Fürgeholyvaformák)